# Szelągowo
Szelągowo (deutsch Schillings) ist ein Ort in der polnischen Woiwodschaft Ermland-Masuren. Er gehört zur Gmina Jonkowo (Landgemeinde Jonkendorf) im Powiat Olsztyński (Kreis Allenstein).

## Geographische Lage
Szelągowo liegt im Westen der Woiwodschaft Ermland-Masuren, elf Kilometer westlich der Kreis- und Woiwodschaftshauptstadt Olsztyn (deutsch Allenstein).

## Geschichte
Schillings bestand in seinem Kern aus einer zum Staatsforst Kudippen gehörenden Försterei und ein paar kleinen Gehöften. Von 1874 bis 1945 war die Landgemeinde Schillings in den Amtsbezirk Kudippen (polnisch Kudypy) im ostpreußischen Kreis Allenstein eingegliedert.
Im Jahre 1910 waren in Schillings 31 Einwohner gemeldet. Ihre Zahl steigerte sich bis 1933 auf 98 und belief sich 1939 auf 74.
1945 kam Schillings in Kriegsfolge mit dem gesamten südlichen Ostpreußen zu Polen. Der Ort erhielt die polnische Namensform „Szelągowo“. Als Osada leśna (= „Waldsiedlung“) ist er heute ein Teil der Landgemeinde Jonkowo (Jonkendorf) im Powiat Olsztyński (Kreis Allenstein), bis 1998 der Woiwodschaft Olsztyn, seither der Woiwodschaft Ermland-Masuren zugehörig.

## Kirche
Bis 1945 war Schillings in die evangelische Kirche Allenstein in der Kirchenprovinz Ostpreußen der Kirche der Altpreußischen Union, außerdem in die römisch-katholische Kirche Alt Schöneberg (polnisch Wrzesina), Dekanat Łukta (Locken), im Bistum Ermland eingepfarrt.
Heute gehört Szelągowo katholischerseits zur Pfarrei Wrzesina im jetzigen Erzbistum Ermland, evangelischerseits zur Christus-Erlöser-Kirche Olsztyn in der Diözese Masuren der Evangelisch-Augsburgischen Kirche in Polen.

## Verkehr
Szelągowo liegt an einer Nebenstraße, die von Olsztyn-Łupstych (Allenstein-Abstich) über Łupstych (Abstich-Dorf) nach hier führt. Außerdem endet in Szelągowo ein von Warkały (Warkallen) kommende Nebenstraße, die eine Verbindung des Dorfs zur Woiwodschaftsstraße 527 herstellt.
Eine Anbindung an den Bahnverkehr besteht nicht.